# 泉水镇 (汝城县)
泉水镇〔旧名：三星镇〕为湖南省汝城县下辖的镇，2012年4月由三星镇更为现名，因驻地泉水圩得名。

## 行政区划
三星镇下辖杉树园村、梓槽村、梓水村、正水村、旱塘村、殿华村、秀溪村、岭头村、胜利村、南水村、前山村、见头冲村、白泉村、石塘村、西黄村、范龙村、仙居村、星村、付水村、三星村和城郭村。